# Символ дороми
Символ, или знак дороми (߾) — типографский символ, который входит в группу «Нко» (англ. NKo) стандарта Юникод: оригинальное название — NKo Dorome Sign (англ.); код — U+07FE. Служит для представления счётной денежной единицы дороми, которая распространена в некоторых странах Западной Африки, чьё население говорит на языках группы манде (бамана, дьюла, манинка и др.) и использует письменность нко. Среди них Буркина-Фасо, Гамбия, Гана, Гвинея, Кот-д’Ивуар, Либерия, Мали, Сенегал, Сьерра-Леоне и Того.
При использовании латиницы для краткого представления дороми служит знак đ (U+0111). В дополнение к перечисленным языкам это также волоф.

## Начертание
Символ «߾» представляет собой букву алфавита нко — ߘ (da), дополненную в нижней части вертикальным и пересекающим его горизонтальным штрихами. Конкретное начертание зависит от шрифта, использованного для вывода символа. В письменности нко символ располагается перед цифрами, при этом само письмо направлено справа налево.
Письменность нко была разработана в 1949 году гвинейским писателем Соломаном Канте для языков группы манде, которые используют многие народы Западной Африки, и во многом напоминает арабскую вязь. В 2006 году на базе проекта, который предложили три преподавателя нко (Баба Мамади Диане, Мамади Думбуя и Карамо Каба Джамме) и специалист в области малораспространённых письменностей Майкл Эверсон, буквы этой письменности были включены в стандарт «Юникод» (версия 5.0). В 2018 году таблица символов нко была дополнена тремя знаками, в том числе символом дороми.

## Использование в качестве сокращения названий денежных единиц
Символ «߾» служит для представления неофициальной денежной единицы дороми, которая распространена в некоторых странах Западной Африки, чьё население говорит на языках, относящихся к группе манде (это прежде всего бамана, дьюла, манинка), и использует письменность нко. Среди них Буркина-Фасо, Гамбия, Гана, Гвинея, Кот-д’Ивуар, Либерия, Мали, Сенегал, Сьерра-Леоне и Того.
Помимо перечисленных термин «дороми» можно встретить также в языке волоф (Гамбия, Сенегал и др.), для записи которого используются арабский алфавит, волофал или латиница. Латиница применяется также в качестве одной из систем письменности в упомянутых языках бамана, дьюла и манинка. При её использовании для краткого представления дороми служит знак đ (U+0111).